# Skumlesens Skygge
|  | Sammenskrivningsforslag Artiklen Skumlesens Skygge er foreslået føjet ind i Magnus og Myggen. (Siden april 2024) Diskutér forslaget |

Magnus og Myggen Skumlesens Skygge er et computerspil med Magnus og Myggen, samt Mia Muldvarp, hvor de skal undslippe Skumlesens fabrik. Spillet er en efterfølger til Magnus og Myggen Skumlesens Hævn og Den Store Skattejagt.

## Gameplay
I løbet af spillet spiller man skiftevis som Mia og Magnus, der prøver at finde hinanden, samt vejen ud, efter at være blevet adskilt i fabrikken. Hovedsageligt handler spillet om at løse gåder og finde ting. Mia finder robotten "Alfa" som fungere som en hjælper man kan spørge til råds, mens Magnus har Myggen som ligeledes er en hjælper.

## Slutning
I slutningen af spillet finder Magnus og Myggen ud af at Skumlesen har en god tvilling. Kort efter denne opdagelse dukker denne tvilling op, sammen med Mia, og hjælper vores helte med at bekæmpe Skumlensen.